# 線紋溪脂鯉
線紋溪脂鯉，為輻鰭魚綱脂鯉目脂鯉亞目頂器脂鯉科的其一種，分布於南美洲聖弗朗西斯科河及巴拉那河流域，體長可達6.7公分，棲息在底中層水域，生活習性不明，可作為觀賞魚。